# إدوين أندرسون جونيور
إدوين أندرسون جونيور (بالإنجليزية: Edwin Anderson, Jr.) هو ضابط أمريكي، ولد في 16 يوليو 1860 في ويلمينغتون في الولايات المتحدة، وتوفي بنفس المكان في 23 سبتمبر 1933.